# Château de la Louère
Le château de la Louère est un château situé à Marcé-sur-Esves (Indre-et-Loire) et inscrit aux monuments historiques le 18 juin 1962.